# Stig Wikander
Stig Wikander, né le 27 août 1908 à Norrtälje (Suède) et mort le 20 décembre 1983 à Uppsala, est un indianiste, iranologue et historien des religions suédois. Il a été professeur de sanskrit et de philologie comparée des langues indo-européennes à l'université d'Uppsala de 1953 à sa retraite en 1974.

## Stig Wikander et la mythologie comparée des Indo-Européens
Sans être un élève de Georges Dumézil (il n'avait d'ailleurs que dix ans de moins que lui), il peut être considéré comme l'un de ses premiers disciples. Dès son premier ouvrage, Der arische Männerbund, qui étudie les bandes de jeunes guerriers indo-européens, comme les Marut dans le monde mythique du Rig-Véda ou les Maryannu du Mitanni, il s'inscrit dans une perspective proche de celle de Dumézil. Mais c'est dans un article de 1947 qu'il adopte véritablement la tripartition fonctionnelle mise en évidence par Dumézil : il montre que les cinq Pândavas, dont le Mahābhārata raconte les exploits, se rattachent chacun à l'une des trois fonctions, comme l'avait fait Dumézil pour leurs pères divins respectifs Varuna, Mitra, Indra et les jumeaux Nãsatyas. Par la suite, d'autres articles étudient le monde épique indo-iranien dans le même cadre trifonctionnel et font des rapprochements avec la Scandinavie à travers les Gesta Danorum de Saxo Grammaticus. À propos de son rapport avec Stig Wikander et de la découverte (1947) des trois fonctions dans le Mahābhārata, qui révélait qu'un schéma de mythologie pouvait être transposé en épopée, Dumézil parle de « fécondation réciproque ».
Il a appartenu au comité de patronage de Nouvelle École.

## Publications
Stig Wikander a publié ses ouvrages en allemand ou en suédois. Il a également utilisé le français pour des articles.
- Der arische Männerbund : Studien zur indo-iranischen Sprach- und Religionsgeschichte, Lund, Ohlsson, 1938 (thèse).
- Vayu : Texte und Untersuchungen zur indo-iranischen Religionsgeschichte, t. 1. Texte, Uppsala-Leipzig, 1941.
- Gudinnan Anahita och den zoroastiska eldskulten, Uppsala, 1942.
- Feuerpriester in Kleinasien und Iran (Acta Regia Societatis humaniorum litterarum Lundensis, 40), Lund, 1946.
- Araber, vikingar, väringar (Svenska humanistiska förbundet 90), Lund, 1978.